# In cucina con Imma e Matteo
In cucina con Imma e Matteo è un programma televisivo culinario italiano, trasmesso su Food Network e su  Real Time.

## Il programma
In ogni episodio Imma Polese, con il marito Matteo, conduttori del "Il Castello delle Cerimonie", presentano e realizzano tre ricette della tradizione culinaria della propria famiglia. Location del programma è la cucina di casa situata all’interno del castello delle cerimonie.
Il programma viene replicato nell’estate 2021 su  Real Time, rete televisiva appartenente sempre al gruppo Discovery Italia.